# Masahiko Inoha
Masahiko Inoha (Miyazaki, 28 de agosto de 1985) é um futebolista profissional japonês, que atua como zagueiro. Atualmente está sem clube.

## Carreira
Masahiko Inoha começou a carreira no FC Tokyo.

## Títulos
Seleção Japonesa
- Copa da Ásia: 2011[1]